# Formula One Grand Prix (videójáték)

Geoff Crammond, a háttérben pedig az F1GP képernyőképei a falon

A Formula One Grand Prix (más néven: Grand Prix 1, MicroProse Grand Prix, vagy röviden csak F1GP, továbbá az Egyesült Államokban World Circuit néven is ismert) egy autóverseny szimulátor videójáték, melyet a MicroProse fejlesztett és adott ki 1991 és 1992 között több számítógép-platformra.

## Játékmenet
Összesen 16 versenypálya van a játékban, melyek az 1991-es Formula–1 világbajnokság összetételét és sorrendjét követik. Az egyes pályák igyekeznek visszaadni a valós viszonyokat, így például a belga Spa-Francorchamps futamon fák (erdő) láthatók a pálya szélén, Monacoban az alagút és a közeli házak is beazonosíthatók, az ausztrál Adelaide-ben pedig dombok, völgyek látszanak.
A csapatok is az 1991-es világbajnokság résztvevőit jelentik, mind a 26 versenygépükkel együtt, melyek bármelyike kiválasztható. A játék ugyanakkor nem tartalmazza az eredeti versenyzők valós neveit, hanem kitaláltakat használ (ugyanakkor a nevek szerkeszthetők és menthetők ...).
Háromféle játékmód választható: gyorsasági futam (Quick Race), egy versenyfutam (Single Race) és teljes világbajnokság (Full Championship). A beállítási lehetőségek tárháza tekintélyes, kezdve az autó összeállításától, a kerekek kiválasztásán át, egészen az időjárás beállításáig (pl. nedves pálya). Amigán, Atari ST-n a floppy-cserélgetés a minimumra lett szorítva, így verseny közben egyáltalán nem szükséges, még kamera módban (Camera Mode) sem.
A teljes világbajnokság végigjátszását választva, a versenyek végeztével részletes statisztika gyűjti össze az egész szezonra vonatkozóan például a futamidőket, a leggyorsabb köridőket, a versenyzők, illetve a konstruktőrök által gyűjtött pontokat. Mindez bajnoksági tabellákon végigkövethető.

## Utóélet
A Formula One Grand Prix videójátéknak ma is rajongótábora van. 2007-ig a "SimRacingWorld.com" weboldal adott otthont a játékkal kapcsolatos alapvető információknak, cikkeknek, aktuális híreknek, letölthető anyagoknak. Ezután egy Yahoo! levelezőlista próbálta betölteni az űrt, majd 2017 februárjától kezdődően jelenleg is működik egy Google oldal, mely 2018 áprilisától tartalmazza a korábbi "SimRacingWorld.com" F1GP-t érintő tartalmát, illetve az azóta megjelent újabb fejlesztéseket.
Annak érdekében, hogy naprakész legyen a játék, néhány rajongó időről-időre (nincs meg minden szezon és év) elkészítette az adott évi bajnokság adatait tartalmazó adatfájlokat. 2019-től kezdődően készül el minden évben a frissített adatfájl-csomag az eredetileg a MicroProse által kiadott, majd Oliver Roberts által továbbfejlesztett "F1GP-Ed" nevű beállítás-szerkesztőjével. "Chequered Flag" néven nyílt forráskódú pályaeditor is készült 2006-ban, majd 2017-től kezdődően Fredrik Meyer fejleszti az "ArgTrack" nevű pályaszerkesztőt.
A MicroProse tervezte a játék kiadását Atari Jaguar, illetve Sega Mega Drive videójáték-konzolokra is, de ezek sosem valósultak meg.

## Fogadtatás
| Összegzőoldal | Értékelés |
| ------------- | --------- |
| Moby Score    | 8.1       |

| Szerző       | Értékelés             |
| ------------ | --------------------- |
| ACE          | 93% (Amiga, Atari ST) |
| Amiga Action | 90% (Amiga)           |
| Amiga Power  | 92% (Amiga)           |
| CVG          | 94% (Atari ST)        |
| PC Format    | 83% (DOS)             |
| Tilt         | 90% (DOS)             |
| Amiga Joker  | 85% (Amiga)           |

A kiadást követően, 1991 novemberében Paul Rand a Computer and Video Games Atari ST verzióról szóló ismertetőjében úgy véli, hogy a "Microprose Formula One Grand Prix videójátéka feltette az i-re a pontot a nagysebességű autóverseny játékok terén, azzal a kitétellel, hogy egyáltalán nem videójáték. Ez [a játék] inkább a teljes Forma 1 szezon részletekbe menően pontos szimulációja".
A Computer Gaming World 1992-ben megjelent ismertetőjében kijelentette az Amiga változatról, hogy "a World Circuit a nyerő, lelép mindenkit a célnál."
A francia Tilt magazin szerint a játékban megtalálható a nagy bajnokságok hangulata és visszaadja egy Forma 1-es autó vezetésének élményét és külön kiemeli a numerikus billentyűzetről kezelhető kameraállások rendszerének egyediségét. Mindezt 1993-ban, két évvel a megjelenés után. A brit PC Format egy évvel később már fanyalgott, az F1GP-t 1994-es autóverseny-szimulátor videójátékokkal vetette össze (!), és azt írta, hogy "Az F1GP azokat vonzza, akiknek a lelkiismeretesen pontos szimulációk tetszenek, de az a gond ezzel nem túl olcsó játékkal, hogy hozzá képest mind az IndyCar Racing, mind pedig a hamarosan megjelenő NASCAR Racing jobban néznek ki és sokkal vonzóbbak a lehetőségei".